# Silene paucifolia
Silene paucifolia är en nejlikväxtart som beskrevs av Carl Friedrich von Ledebour. Silene paucifolia ingår i släktet glimmar, och familjen nejlikväxter. Inga underarter finns listade i Catalogue of Life.